# Central nuclear de Krško

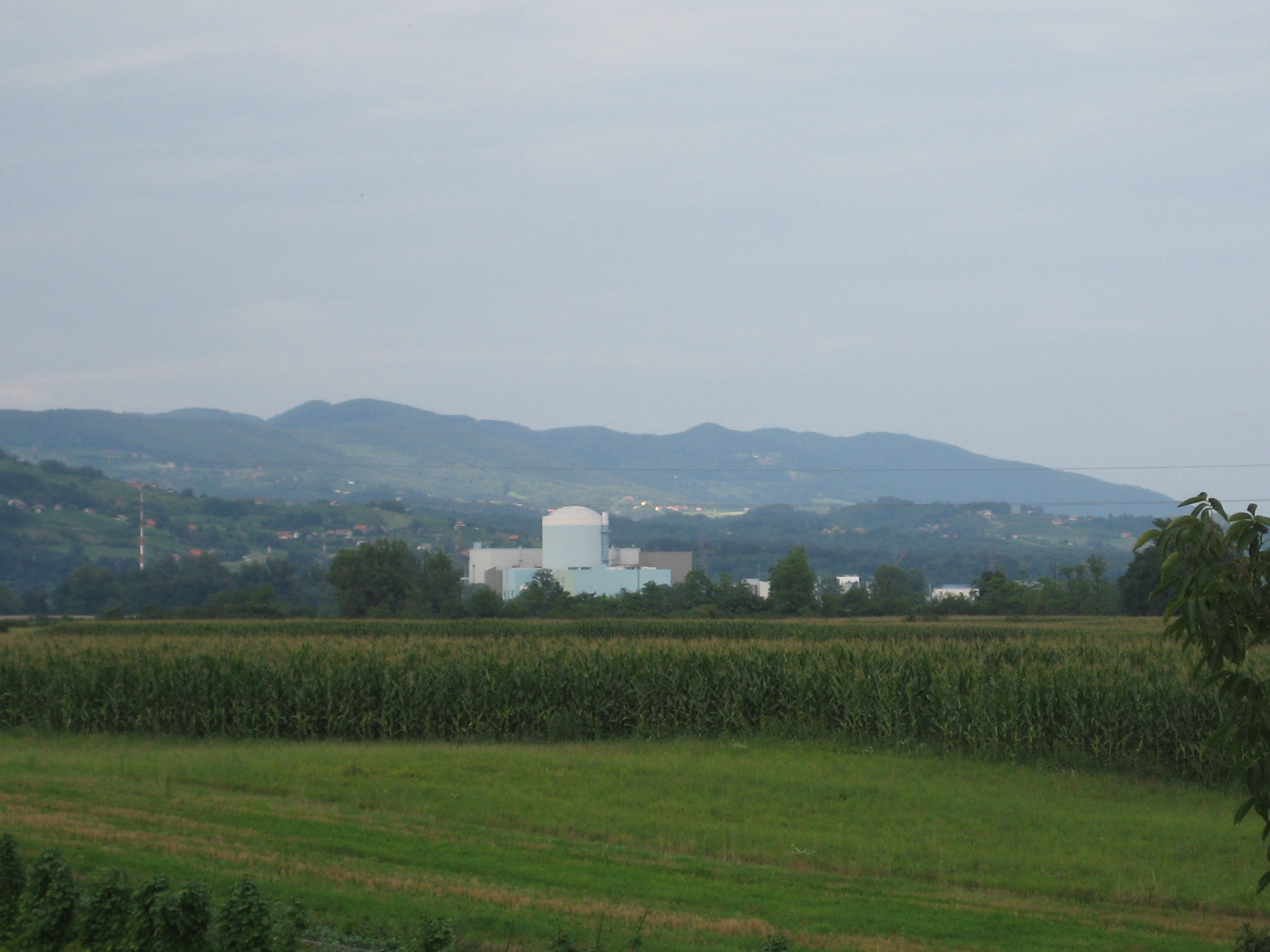

La Central nuclear de Krško es la única central nuclear eslovena. Está ubicada en Krško, localidad del Este de Eslovenia a orillas del río Sava. Estéa central nuclear se conectó a la red de energía eléctrica el 2 de octubre de 1981 y empezó su funcionamiento comercial el 15 de enero de 1983. Fue construida bajo un régimen de "joint venture" (empresa conjunta) de Eslovenia y Croacia las cuales entonces formaban parte de Yugoslavia.
La planta tiene un reactor de agua presurizada de Westinghouse, con una capacidad nominal de 1.882 MW térmicos y 632 MW eléctricos. Funciona con uranio enriquecido (2,1-4,3 % en peso de U-235), una masa de combustible de 48,7 t, repartida en 121, y como moderador emplea agua desmineralizada y 33 haces de 20 barras de control, cada una compuestas de aleaciones de plata, indio y cadmio que regulan la energía.
La compañía explotadora es la Nuklearna Elektrarna Krško (NEK), que es copropiedad de la compañía eslovena Eles-Gen, a su vez filial de la compañía pública Elektro Slovenija, y la compañía croata, asimismo pública, Hrvatska elektroprivreda. La planta proporciona entre una cuarta parte y  una quinta parte de las necesidades en energía de dichos países.
Los residuos nucleares de la planta actualmente están siendo almacenados en las proximidades. La fecha planificada para su retiro de servicio es el 14 de enero de 2023.